# 看门狗2
《看门狗2》（风格化：WATCH_DOGS2）是一款由育碧蒙特利尔开发， 育碧发行的开放世界动作冒险第三人称射击游戏，为2014年《看门狗》的续作。游戏已于2016年11月15日在PlayStation 4和Xbox One平台发行。Microsoft Windows平台也于11月29日發行。
本作设定于虚构版旧金山，以第三人称视角进行。玩家扮演年轻的黑客马可仕·哈洛威（Marcus Holloway），加入黑客团体DedSec，终止城市先进的监控系统ctOS 2.0。
该系列续集《看門狗：自由軍團》于2020年10月29日發售。

## 玩法
与前作类似，《看门狗2》是一款具有隐蔽元素的动作冒险游戏。游戏为开放世界，以第三人称视角进行，故事设定在虚构版的旧金山。旧金山由6个不同的区域组成：市中心区、市政区、海岸、奥克兰、马林和硅谷，每一区域都有其各自的特点和美学设计。玩家可以步行或使用汽车、卡车、摩托车、四轮车和船只等交通工具探索城市。交通工具进行了全面修改，并且更加容易获取。玩家还可以在开车时使用自己的武器射击。主角的特技技巧也有所提高，具有环城跑酷的能力。
玩家可以用不同的方式完成游戏任务，既可选择使用枪械或马可仕的近战武器（一个附着在弹性索上的撞球）直接突入，也可用隐身办法逃避敌人或使用马可仕的泰瑟（电击枪）暂时麻痹他们。游戏有一个升级的黑客系统。马可仕可以修改每个非玩家角色的个人信息，侵入并操纵游戏中的汽车和手机，入侵汽车和红绿灯来扰乱交通。他还有一个远程遥控车－跳躍者、一个四轴飞行器和一个由他控制的遥控器。游戏的等级系统也回归，项目被分为三类：鬼影、侵略者和騙徒。玩家可以根据自己的游戏风格选择升级。游戏有多个主要剧情任务和被称为“行动”的支线任务。完成这些行动后，马可仕的追随者会增加，他们会在任务中帮助玩家，完成最终目标。
多人游戏重回《看门狗2》。游戏引入了多人合作模式，玩家可以与其他玩家见面并互动，合作完成任务。游戏还有表情系统，玩家角色可以通过基本手势相互沟通。游戏可以以完全线上或线下方式游玩。本作还有几个竞争性多人游戏模式，如不对称黑客入侵模式。

## 角色
游戏主角为新角色马可仕·哈洛威，一位年轻聪明的黑客，以及黑客组织DedSec成员。马可仕在孩童时期，升级后的系统连接了他的个人信息，向他错误地指控了一项自己未曾犯下的罪行。他意识到该系统会给旧金山的无辜平民带来危害，于是决定加入黑客组织看門狗系列，打败和它的创造者布鲁姆（Blume）。
此外，此作也出现或提及了1代的部分角色，如艾登·皮爾斯（Aiden Pearce）、丁骨·格雷迪（ ，原名雷蒙德·肯尼（Raymond Kenny））(主線出現)、托比亞斯·弗魯爾（Tobias Frewer）(未登場)、约尔迪·秦。
- 馬可仕
- 席塔拉（Sitara）
- 扳手
- 喬許
- 何瑞修·卡林（Horatio）
- 杜桑

## 劇情
2016年，即看門狗的故事發生三年后，旧金山成为首个部署新一代ctOS（中央操作系统）的城市。这套由布鲁姆科技公司研发的智能网络，能将所有电子设备串联成统一系统。曾因ctOS 2.0蒙受不白之冤的黑客马可仕·哈洛威，决定加入黑客团体DedSec（成员包括西塔拉·达万、乔希·索查克、霍雷肖·卡林和代号"扳手"的成员）。他通过入侵布鲁姆服务器集群抹除个人档案，完成了入会测试。DedSec发现新版ctOS会暗中危害市民安全，于是策划了一场社交媒体运动：先曝光系统掩盖的腐败罪行以吸纳成员，最终目标则是摧毁布鲁姆。
在多次成功爆料后，乔希发现粉丝数量存在异常。马可仕·哈洛威调查发现，布鲁姆首席技术官杜尚·内梅克一直在利用DedSec制造恐慌，借此推销ctOS 2.0的安全服务。被迫离开城市期间，DedSec参加了沙漠黑客大会，并结识传奇黑客雷蒙德·"T骨"·肯尼。后者决定加入团队，共同对抗布鲁姆。在攻破某互联网巨头服务器后，他们用获取的数据曝光了警方、政界及硅谷企业的腐败网络。期间马可仕·哈洛威还捣毁了多个犯罪集团——其中某个帮派因霍雷肖拒绝合作而将其杀害，同时他们还挫败了支持杜尚的敌对黑客组织和联邦调查局实施的多次干扰行动。
DedSec後來又找到肯尼设计的"领头羊"数据操控程序。他們發現结合可绕过海底光缆的新型卫星网络，杜尚企图操纵全球金融与政治，垄断所有电子数据。为揭露阴谋，DedSec发动总攻：马可仕·哈洛威在布鲁姆卫星植入后门程序，潜入旧金山总部黑入服务器，将杜尚的犯罪证据传送给警方。杜尚因欺诈罪被捕，布鲁姆接受调查，但DedSec誓言将继续抗争。
在后续的结局彩蛋中，录音文件中的两名神秘人物指出：旧金山事件已引发全球各地DedSec分支和黑客组织的涌现，现在是时候启动他们的计划了。画面中录音文件所在的坐标指向伦敦布里克斯頓，這为看門狗：自由軍團的剧情埋下伏笔。

## 开发
在E3 2014上，育碧高管托尼·凯（Tony Key）称他们对《看门狗》的销量非常满意，该系列会得到长期开发。据创意总监乔纳森·莫林所述，首款游戏的主要目标是建立起《看门狗》这一品牌。莫林说他们打算在续作大胆创新，而不去制作一个將前作改良的版本。为了提高游戏素质，莫林和他的团队看了前作的评论，访问了NeoGAF等论坛，研究了玩家的反馈。他们的优先任务包括建立一个“可信”的环境、给予玩家更多自由、增强驾驶系统让它不再感觉那么像“模拟”以及引入新的主角，其个性与前作主角艾登·皮尔斯（Aiden Pierce）完全不同。
《看门狗》发行后，关于续作的传言就一直不断传出。发行商育碧2016年2月和5月的财务报告证实了续作的存在。公司证实游戏将参加2016年的E3大展，并在6月8日发布了一个近20分钟的在线演示视频。

## 发行
2016年6月8日，育碧宣布游戏将于当年11月15日在Microsoft Windows、PlayStation 4和Xbox One平台发行6个不同的版本。
| 特色                           | 标准版 | 豪华版   | 旧金山版          | 黄金版 | 小型扳手机器人典藏版 | The Return of DedSec Collector's Case |
| ------------------------------ | ------ | -------- | ----------------- | ------ | -------------------- | ------------------------------------- |
| 软件                           |        |          |                   |        |                      |                                       |
| 《看门狗2》                    | 是     | 是       | 是                | 是     | 是                   | 是                                    |
| 豪华包                         | 否     | 是       | 是                | 是     | 是                   | 是                                    |
| 季票                           | 否     | 否       | 否                | 是     | 是                   | 是                                    |
| 黄道十二宫杀手任务             | 否     | 否       | 是                | 是     | 否                   | 否                                    |
| 实体                           |        |          |                   |        |                      |                                       |
| 独家包装                       | 否     | (sleeve) | (collector's box) | 否     | 否                   | (collector's case)                    |
| 明信片                         | 否     | 是       | 是                | 否     | 否                   | 是                                    |
| 旧金山地图                     | 否     | 是       | 是                | 否     | 否                   | 是                                    |
| DedSec主题笔记本贴纸           | 否     | 否       | 是                | 否     | 否                   | 是                                    |
| 马可仕小塑像 （24cm）          | 否     | 否       | 是                | 否     | 否                   | 否                                    |
| DedSec风格马可仕小塑像（27cm） | 否     | 否       | 否                | 否     | 否                   | 是                                    |
| 马可仕帽子和围巾的复制品       | 否     | 否       | 否                | 否     | 否                   | 是                                    |
| 独家64页画集                   | 否     | 否       | 否                | 否     | 否                   | 是                                    |
| 小型扳手机器人（20cm）         | 否     | 否       | 否                | 否     | 是                   | 否                                    |

## 反响
| 汇总媒体   | 得分                                 |
| ---------- | ------------------------------------ |
| Metacritic | PS4：82/100 XONE：81/100 PC： 75/100 |

| 媒体            | 得分    |
| --------------- | ------- |
| Destructoid     | 8.5/10  |
| 电子游戏月刊    | 8/10    |
| Game Informer   | 7.75/10 |
| Game Revolution | [ 23 ]  |
| IGN             | 8.5/10  |
| Polygon         | 8/10    |
| VideoGamer.com  | 8/10    |